# Neyder Lozano
Neyder Yessy Lozano Rentería (Quibdó, Colombia, 4 de marzo de 1994) es un futbolista colombiano. Juega como defensa y su equipo es el Lleida C. F. de la Segunda Federación.

## Trayectoria
Lozano destacó en las categorías inferiores del Millonarios en su natal Colombia entre 2011 y 2013 en donde llegó junto con su amigo Carlos Mosquera.
Posteriormente pasaría al San Marcelino de Valencia, España. Con posterioridad, se enroló en la cantera de la Unión Deportiva San Sebastián de los Reyes en 2013.
Disputó la temporada 2016-17 en las filas de la Unión Deportiva San Sebastián de los Reyes con el que logró mantener la categoría en Segunda B.
Comenzó la temporada 2017-18 siendo fijo en las filas de la Unión Deportiva San Sebastián de los Reyes, perdiéndose solo un encuentro por sanción (en la 20.ª jornada por acumulación de amonestaciones).
En enero de 2018 el jugador firmó por el Elche C. F. pagando los 6000 euros de su cláusula de rescisión en el mercado de invierno, por una temporada con opción a otra. Al término de la temporada, lograría ascender a la Segunda División de España con el conjunto ilicitano en las eliminatorias de play-off de ascenso.
En la temporada 2018-19 renovó su contrato con el Elche C. F. durante una temporada más para reforzar al conjunto ilicitano en su regreso a la Segunda División.
Su primer gol como profesional lo marca el 20 de octubre de cabeza en la victoria 2 por 0 sobre el líder Málaga C. F.
Tras finalizar contrato con el Elche C. F., el 1 de julio se hizo oficial su fichaje por el Granada C. F. por tres temporadas más una opcional.
Para la temporada 2022-23, después de estar alejado tres años de los terrenos de juego y de haber pasado un periodo de prueba, fichó por el C. D. Lugo por dos campañas. La primera de ellas la terminó en la Primera Federación con el C. F. Talavera, equipo al que llegó cedido el 30 de enero de 2023. Acabó dejando Lugo tras doce meses y en julio fichó por el Club Lleida Esportiu por un año.

## Estadísticas
Actualizado al último partido disputado el 6 de abril de 2025.
| Club                                      | Div.          | Temporada     | Liga        | Liga        | Copas nacionales | Copas nacionales | Copas internacionales | Copas internacionales | Total | Total |
| Club                                      | Div.          | Temporada     | Part.       | Goles       | Part.            | Goles            | Part.                 | Goles                 | Part. | Goles |
| ----------------------------------------- | ------------- | ------------- | ----------- | ----------- | ---------------- | ---------------- | --------------------- | --------------------- | ----- | ----- |
| U. D. San Sebastián de los Reyes · España | 3.ª           | 2013-14       | Desconocido | Desconocido | —                | —                | —                     | —                     | 0     | 0     |
| U. D. San Sebastián de los Reyes · España | 3.ª           | 2014-15       | Desconocido | Desconocido | —                | —                | —                     | —                     | 0     | 0     |
| U. D. San Sebastián de los Reyes · España | 3.ª           | 2015-16       | Desconocido | Desconocido | —                | —                | —                     | —                     | 0     | 0     |
| U. D. San Sebastián de los Reyes · España | 2.ª B         |               |             |             |                  |                  |                       |                       |       |       |
| U. D. San Sebastián de los Reyes · España | 2016-17       | 11            | 0           | 2           | 0                | —                | —                     | 13                    | 0     |       |
| U. D. San Sebastián de los Reyes · España | 2017-18       | 22            | 0           | 3           | 0                | —                | —                     | 25                    | 0     |       |
| U. D. San Sebastián de los Reyes · España | Total club    | Total club    | 33          | 0           | 5                | 0                | 0                     | 0                     | 38    | 0     |
| Elche C. F. · España                      | 2.ª B         | 2017-18       | 20          | 0           | —                | —                | —                     | —                     | 20    | 0     |
| Elche C. F. · España                      | 2.ª           | 2018-19       | 29          | 1           | 1                | 0                | —                     | —                     | 30    | 1     |
| Elche C. F. · España                      | Total club    | Total club    | 49          | 1           | 1                | 0                | 0                     | 0                     | 50    | 1     |
| Granada C. F. · España                    | 1.ª           | 2019-20       | 0           | 0           | 0                | 0                | —                     | —                     | 0     | 0     |
| Granada C. F. · España                    | 1.ª           | 2020-21       | 0           | 0           | 0                | 0                | 0                     | 0                     | 0     | 0     |
| Granada C. F. · España                    | 1.ª           | 2021-22       | 0           | 0           | 0                | 0                | —                     | —                     | 0     | 0     |
| Granada C. F. · España                    | Total club    | Total club    | 0           | 0           | 0                | 0                | 0                     | 0                     | 0     | 0     |
| C. D. Lugo · España                       | 2.ª           | 2022-23       | 9           | 0           | 1                | 0                | —                     | —                     | 10    | 0     |
| C. D. Lugo · España                       | Total club    | Total club    | 9           | 0           | 1                | 0                | 0                     | 0                     | 10    | 0     |
| C. F. Talavera de la Reina · España       | 1.ª F         | 2022-23       | 13          | 1           | —                | —                | —                     | —                     | 13    | 1     |
| C. F. Talavera de la Reina · España       | Total club    | Total club    | 13          | 1           | 0                | 0                | 0                     | 0                     | 13    | 1     |
| Club Lleida Esportiu · España             | 2.ª F         | 2023-24       | 29          | 1           | 1                | 0                | —                     | —                     | 30    | 1     |
| Club Lleida Esportiu · España             | 2.ª F         | 2024-25       | 8           | 0           | 0                | 0                | —                     | —                     | 8     | 0     |
| Club Lleida Esportiu · España             | Total club    | Total club    | 37          | 1           | 1                | 0                | 0                     | 0                     | 38    | 1     |
| Total carrera                             | Total carrera | Total carrera | 141         | 3           | 8                | 0                | 0                     | 0                     | 149   | 3     |
| 1.                                        |               |               |             |             |                  |                  |                       |                       |       |       |